# Hedgefonds-Strategie
Hedgefonds-Strategien sind eine Reihe von – mitunter komplexen – Anlagestrategien, die von Hedgefonds verfolgt werden. Sie ermöglichen es, sowohl an steigenden als auch an fallenden Märkten zu partizipieren.
Diese Strategien dürfen von anderen, traditionellen institutionellen Anlegern wie z. B. Investment- und Pensionsfonds aufgrund regulatorischer Restriktionen nicht übernommen werden.

## Übersicht
Hedgefondsstrategien werden gewöhnlich, abhängig vom Marktrisiko, in folgende Kategorien unterteilt (steigendes Risiko):
| Relative Value         | Event Driven          | Directional      |
| ---------------------- | --------------------- | ---------------- |
| Convertible Arbitrage  | Risk Arbitrage        | Global Macro     |
| Fixed Income Arbitrage | Distressed Securities | Emerging Markets |
| Equity Market Neutral  |                       |                  |

Bei der Strategie „Relative Value“ ist das Marktrisiko vergleichsweise gering, es steigt bei „Event Driven“ und ist am höchsten bei „Directional“:
- Relative Bewertung (englisch relative value): auf die Entwicklung einer Preisdifferenz spekulierend:

- Fixed-Income-Arbitrage (die Arbitrage bei Anleihen),
- Equity-Neutral (Aktienmarkt),
- Wandelanleihen-Arbitrage (englisch convertible arbitrage),
- Statistische Arbitrage.

- Ereignisgetrieben (englisch event driven): auf ein bestimmtes Ereignis spekulierend:

- Übernahme-Arbitrage (englisch merger arbitrage)
- Anleihen/Aktien von Unternehmen in einer Unternehmenskrise (englisch distressed securities)
- Aktivismus.

- Direktional (englisch directional): auf eine bestimmte Richtung spekulierend:

- Global Macro: weltweite Investments, die gegenseitig abgeglichen werden,
- Long und Short,
- Leerverkauf,
- Einzelinvestitionen in Schwellenmärkten (englisch emerging markets stock picking).

Weiterhin existieren noch (ohne Risikoklassifizierung):
- Managed Futures (CTA)
- Multi-Strategie: eine Kombination aus verschiedenen Strategien.

## Direktionale Strategien

### Long/Short Equity
Bei dieser Strategie werden gleichzeitig Aktien verschiedener Unternehmen ge- und verkauft. Es wird darauf spekuliert, dass sich einige Unternehmen in Zukunft besser entwickeln werden und gleichzeitig andere schlechter. Die hierbei eingegangenen Positionen können zusätzlich noch durch Fremdkapital finanziert werden (d. h. gehebelt werden).

### Leerverkauf
Im Gegensatz zu klassischen Investmentfonds, die einen sog. long-only Ansatz verfolgen müssen (d. h. verschiedene Aktien kaufen können), können Hedgefonds auch gezielt nur Aktien leerverkaufen, um von fallenden Kursen zu profitieren.

### Emerging Markets Stock Picking
Die Schwellenmärkte (englisch emerging markets) sind gewöhnlich ineffizienter als die hochkapitalisierten Märkte der Industrieländer. Da in solchen Märkten Leerverkäufe und Derivate zur Absicherung nur eingeschränkt verfügbar sind, versucht diese Strategie durch Stock Picking unterbewertete Aktien zu finden.
Diese Wette auf steigende Kurse ohne Absicherung gegen Marktrisiken stellt ein erhebliches direktionales Risiko für den Fonds dar.

## Relative-Value-Strategien
"Make money on spreads." Vertreter von Relative Value- bzw. Arbitrage-Strategien generieren ihre Profite, indem sie Preisunterschiede zwischen verbundenen Wertpapieren ausnutzen (Spread). Ein Manager kauft beispielsweise an einer Börse kurzfristig unterbewertete Aktien, um sie gleichzeitig an einem anderen Handelsplatz zu einem höheren Kurs zu veräußern.
Je nach Anlageschwerpunkt unterscheidet man zwischen vier Subkategorien:

### Fixed Income Arbitrage-Fonds
... konzentrieren sich auf Preisdifferenzen zwischen unterschiedlichen festverzinslichen Wertpapieren.

### Convertible (Bond) Arbitrage-Strategien
... nutzen Preisanomalien bei Wandelanleihen im Verhältnis zu Aktien. Der Manager kauft beispielsweise eine unterbewertete Wandelanleihe und verkauft dagegen die höher bewertete Aktie, in die sie umgetauscht werden kann.

### Capital Structure Arbitrage-Strategien
... gehen gleichzeitig verschiedene Positionen in Eigen- und Fremdkapitaltiteln eines Unternehmens ein, um relative Fehlbewertungen zwischen diesen auszunutzen.

### Market- oder sektorneutrale Strategien
Hierbei werden einzelne Titel ge- bzw. verkauft und zusätzlich noch gegen das Markt- oder Sektorrisiko abgesichert („Hedge“). Das geschieht, indem im zugehörigen Markt- oder Sektorindex eine gegenläufige Position eingegangen wird. Das Risiko eines plötzlichen Einbruchs des Marktes oder Sektors ist damit – zumindest teilweise – ausgeschaltet.
Beispiel für eine marktneutrale Position: Kauf der Allianz-Aktie und gleichzeitiger Verkauf eines DAX-Futures. Hierbei spekuliert der Hedgefonds, dass die Aktie sich besser entwickelt als der Gesamtmarkt.
Beispiel für sektorneutrale Position: Verkauf der VW-Aktie und gleichzeitiger Kauf des EURO STOXX® TMI Automobiles & Parts. Hierbei wird auf eine schlechtere Entwicklung der Aktie gegenüber allen anderen Unternehmen im Sektor spekuliert.

### Statistische Arbitrage
Statistische Arbitrage im Kontext von Hedgefondsstrategien beschreibt keine Arbitrage im engeren Sinn, sondern eine sog. quantitative Handelsstrategie, die auf die Rückkehr zweier oder mehrerer Werte zu ihrem gemeinsamen, historischen Mittelwert spekuliert.

## Ereignisgetriebene Strategien
Der Event-Driven-Manager konzentriert sich auf Unternehmen, die vor einer außergewöhnlichen Situation stehen. Erfahrungsgemäß wirken sich dramatische Ereignisse in einem Unternehmen deutlicher auf den Aktienkurs aus, als es das allgemeine wirtschaftliche Umfeld rechtfertigt.

### Übernahme-Arbitrage
Die Übernahme-Arbitrage (auch Risikoarbitrage oder merger arbitrage) versucht Unternehmen aufzuspüren, die kurz vor einer Übernahme stehen bzw. planen, ein anderes zu übernehmen.

### Not leidende Unternehmen
Die englisch distressed securities-Strategie investiert in Unternehmen, die sich in finanzieller Not- oder Schieflage befinden. Hier kann eine Liquiditätsprämie vereinnahmt werden, da die anderen Investoren meist Geld aus solchen Unternehmen im Großen Stil abziehen.
Dadurch kann auch eine Unterbewertung des Unternehmens entstehen, d. h. das Unternehmen wird unter seinem „wahren“ Wert gehandelt. Der Hedgefonds kauft Teile des Unternehmens; falls dieses sich später wieder erholt, können die Anteile mit Gewinn verkauft werden. Da Banken solchen, in Schieflage geratenen Unternehmen meist keine weiteren Kredite gewähren, ist ein Hedgefonds hier mitunter die letzte Möglichkeit, das Unternehmen vor der Insolvenz zu bewahren.
Andererseits gab es Fälle, in denen Hedgefonds Unternehmen in Notlagen aufkauften, die profitablen Anteile verkauften und den verbleibenden Teil schlossen.

### Selbst verursachte Ereignisse
Selbst verursachte Ereignisse oder sog. englisch special situations sind Ereignisse, die der Hedgefonds selbst hervorruft. Meist geschieht dies, indem das Management dazu gezwungen wird, Entscheidungen zu veranlassen, die den Wert des Unternehmens steigern (zum Beispiel Aktienrückkäufe, Joint-Ventures, Buy-outs oder Spin-offs) oder auch nur dem kurzfristigen Wohl der Aktionäre dienen (zum Beispiel Erhöhung der Dividende).

## Global-Macro-Strategien
"Make money on trends." Bei Global-Macro-Strategien (GMS) versuchen die Manager, makroökonomische Marktentwicklungen frühzeitig zu erkennen und gewinnbringend auszunutzen, z. B. bei der Spekulation für oder gegen eine Währung (siehe Leerverkauf). GMS haben kein einheitliches Risikoprofil. Sie betreiben wirtschaftliche Analysen und beobachten gesellschaftliche und politische Entwicklungen, um dann die Kurse/Währungskurse oder ähnliches vorhersagen zu können. Ihr Erfolg hängt von der korrekten Deutung und Auswertung ökonomischer Faktoren wie der Zinsentwicklung oder Währungsschwankungen ab.
Ein Beispiel ist der Quantum Funds, ein Hedgefonds von George Soros mit einer Global Macro-Strategie, die 1992 die Überbewertung des Englischen Pfunds beobachtete und durch strategische Verkäufe (auch zusammen mit anderen Investoren) von geschätzten 10 Milliarden GBP die Zentralbank sowie die unterstützenden Zentralbanken der Schweiz, Deutschlands und Frankreichs zwang, ihre Käufe des Britischen Pfunds einzustellen. Dadurch wurde das Pfund auf sein reales Niveau abgewertet und verließ somit das unter ECU bekannte Währungsabkommen, aus dem später die Europäische Währungsunion wurde. Das Abkommen sollte das Pfund mit fester Schwankungsbreite im Vergleich zu den anderen europäischen Währungen halten, die Bewertung war jedoch politisch motiviert und zu hoch. Die Überbewertung war taktisch nötig, damit Großbritannien in das Europäische Währungssystem (EWS) hätte eintreten können. Großbritannien schied aus dem EWS nach dem Eingriff von Quantum Funds aus und nahm somit auch später nicht an der Umstellung auf die Gemeinschaftswährung Euro teil.
Vertreter der Global-Macro-Strategie setzen zahlreiche Finanzinstrumente wie Futures und Optionen in den Bereichen Währungen, Rohstoffe, Zinsen und Aktienindizes, festverzinsliche Produkte und weitere Derivate ein. Global-Macro-Strategien lassen sich unterteilen in Currencies (Währungen), Emerging Markets (Schwellenmärkte), Market Timing und Commodities (Rohstoffe).

### Konvergenz
Es werden zwei gegenläufige Anlageinstrumente parallel eingesetzt in der Erwartung, dass sich die Kursentwicklung zweier Anlagemöglichkeiten annähert (konvergiert). Diese Konvergenz soll durch geeignetes Anlageverhalten strategisch ausgenutzt werden.

#### Beispiel
Ein Hedgefonds erwartet, dass sich die wirtschaftlichen Verhältnisse Italiens und Deutschlands gegenseitig annähern werden. Er will dabei aber relativ unabhängig von der gesamtwirtschaftlichen Entwicklung sein. Daher setzt der Hedgefonds darauf, dass sich die Zinsdifferenz von Italien zu Deutschland allmählich abbaut. Das bedeutet, dass die Kurse italienischer festverzinslicher Wertpapiere im Vergleich zu den Kursen deutscher festverzinslicher Wertpapiere ansteigen werden. Der Hedgefonds kauft also auf Termin italienische festverzinsliche Wertpapiere und verkauft auf den gleichen Termin deutsche festverzinsliche Wertpapiere. Der Hedgefonds macht damit immer dann einen Gewinn, wenn sich die deutschen und italienischen Kurse tatsächlich annähern, auch wenn insgesamt beide fallen oder beide steigen, es kommt auf die Konvergenz an.
Dies war das Geschäft, das LTCM vor dem Hintergrund des näher rückenden Euros machte. Allerdings kam es dann zur Rubelkrise und zu weiteren Finanzmarktturbulenzen, welche Deutschland im Vergleich zu Italien wieder stärker als „sicheren Hafen“ erscheinen ließen. Die Kurse entwickelten sich also auseinander. Die US-Zentralbank organisierte daraufhin eine besondere Rettungsaktion für LTCM.

## Multi-Strategie
Der Multi-Strategien-Ansatz kombiniert verschiedene dieser Hedgefonds-Strategien. Häufig wird dieser Ansatz auch den Relative Value Strategies zugeordnet. Multi Strategies lassen sich in einem einzelnen Hedgefonds, aber auch in einem Dachhedgefonds umsetzen. Entweder praktiziert ein Manager mehrere Handelsstile auf einmal, oder das Kapital wird in die Hände verschiedener interner oder externer Markt- und Strategie-Experten gelegt, die einzelne Teile des Fondsvermögens betreuen.
In der neueren Literatur (vergl.: Weber, Thomas: Das Einmaleins der Hedge-Fonds, Campus Verlag 1999) werden auch Managed Futures zur Klasse der Hedgefonds gezählt.
Generell ist die Klassifizierung der einzelnen Strategien in der Literatur recht unterschiedlich.

### Strategie-Beispiele
1. Ein Fonds-Manager wettet auf den Kursabstieg einer Aktie an der Börse. Er besitzt diese Aktie selbst nicht, daher leiht (Leerverkauf) der Fonds-Manager sich die Aktie. Er verkauft die geliehene Aktie für einen Preis von 10 USD. Danach fällt der Kurs der Aktie von 10 USD auf 9 USD wie spekuliert, und der Fonds-Manager kann die geliehenen Aktien für 9 USD zurückkaufen. Er hat einen Gewinn von 1 USD gemacht, aber ein Kursanstieg der Aktie wäre genauso gut möglich gewesen.
2. Ein Fonds-Manager geht ein Termingeschäft ein. Er wettet auf fallende Rohstoffpreise und bietet diesen Rohstoff für einen festen Betrag zu einem festen Termin an. Wenn am ausgemachten Stichtag die Rohstoffpreise niedriger sind als der Einkaufspreis, hat der Fonds-Manager einen Gewinn erzielt, bei höheren Preisen nicht.

In diesen sehr vereinfachten Beispielen sind nicht die komplizierten Mechanismen von Hebelwirkung durch Leverage-Effekte durch die Aufnahme von Fremdkapital und andere Mechanismen enthalten.

## Dachhedgefonds
Ein Dachhedgefonds setzt sich aus mehreren Subfonds zusammen, die ihrerseits Strategien eines Singlehedgefonds verfolgen.
Auf Ebene des Dachhedgefonds werden keine Investitionen getätigt, das Investmentgeschäft läuft nur auf Ebene der Subfonds. Lediglich Investitionen in verschiedene Unterfonds werden unterschieden. Er gehört zu den „Alternativen Investments“. Grundsätzlich zählt er zu den offenen Fonds, Kauf und Verkauf sind allerdings zeitlich nur eingeschränkt möglich – meist einmal monatlich.
Er darf seit Januar 2004 in Deutschland und Österreich vertrieben werden.
Vorteile
Sein Vorteil ist, dass hier viele Strategien gebündelt werden, um eine ausgewogene Chance-Risiko-Struktur zu erzielen.
Nachteile
Sein Nachteil ist, dass jeder Subfonds und der Dachfonds Gebühren verlangt, dadurch wird die Rendite geschmälert. Außerdem können die Subfonds sich widersprechende Strategien haben.
Sehr vereinfacht ausgedrückt kann es etwa sein, dass Subfonds A gegen den DAX wettet (Short-Positionen aufbaut), während Subfonds B gegenteilig agiert. Dadurch macht der Anleger zwangsläufig ein Nullsummenspiel, abzüglich der Spesen.